# Maldición de la higuera
La Maldición de la higuera es uno de los Milagros de Jesús que está incluido en los evangelios de Marcos y Mateo, pero no en el de Lucas ni en el de Juan. En el texto de Marcos aparece en dos partes: en la primera, justo después de la entrada triunfal en Jerusalén y antes de la expulsión de los mercaderes del Templo, Jesús maldice una higuera para que sea en adelante estéril; en la segunda parte, presumiblemente al día siguiente, el árbol está marchito, incitando a Jesús a que hable de la eficacia de la oración.  Mateo presenta el acontecimiento como un único evento.

## Textos bíblicos
Marcos 11:12–14 y 11:20–25

Al día siguiente, cuando salieron de Betania, Jesús sintió hambre. Al ver de lejos una higuera muy frondosa, se acercó a ella a ver si tenía fruto; pero encontró únicamente hojas, porque aún no era el tiempo de los higos. Entonces Jesús exclamó de forma que sus discípulos lo oyeran:
— ¡Que nunca jamás coma nadie fruto de ti! 
...
Cuando a la mañana siguiente pasaron junto a la higuera, vieron que se había secado hasta la raíz. Entonces Pedro, recordando lo sucedido, dijo a Jesús:
— Maestro, mira: la higuera que maldijiste se ha secado.
Jesús le contestó:
— Tened fe en Dios. Os aseguro que si alguien dice a ese monte que se quite de ahí y se arroje al mar, y lo dice sin vacilar, creyendo de todo corazón que va a realizarse lo que pide, lo obtendrá. Por eso os digo que obtendréis todo lo que pidáis en oración, si tenéis fe en que vais a recibirlo. Y cuando estéis orando, si tenéis algo contra alguien, perdonádselo, para que también vuestro Padre que está en los cielos os perdone el mal que vosotros hacéis.

Mateo 21:18–22

Por la mañana temprano, cuando Jesús volvía a la ciudad, sintió hambre. Al ver una higuera junto al camino, se acercó a ella; pero únicamente encontró hojas. Entonces dijo a la higuera:
— ¡Que nunca más vuelvas a dar fruto!
Y en aquel mismo instante se secó la higuera. Al ver aquello, los discípulos se quedaron atónitos, y decían:
— ¿Cómo ha podido secarse de repente la higuera?
 Jesús les contestó:
— Os aseguro que, si tenéis fe y no dudáis, no solamente haréis esto de la higuera, sino que si decís a este monte que se quite de ahí y se arroje al mar, así ocurrirá. Todo cuanto pidáis orando con fe, lo recibiréis.

Muchos estudiosos creen que Marcos fue el primer evangelio, y fue utilizado como fuente para Mateo. Las diferencias entre el incidente como se describe en Marcos y la versión dada en Mateo es explicable desde el punto de vista de la prioridad de Marcos, es decir que Mateo revisó la historia que se encuentra en Marcos, haciendo que las palabras de Jesús sean inmediatamente eficaces en causar que el árbol se marchitara. El término inmediatamente (en griego: παραχρῆμα: parachrēma) se utiliza frecuentemente por Lucas es su evangelio  (10 veces) y en los Actos de los Apóstoles (6 veces) incluyendo las curaciones milagrosas en las que se declara que ocurrieron  "inmediatamente".

## Interpretación de la Iglesia católica
La maldición de la higuera es como una parábola en acción. Es también un ejemplo de la omnipotencia divina. Quien tiene fe lo puede todo: hará cosas más difíciles todavía. 

Cuando ya nadie me escucha, Dios todavía me escucha, cuando ya no puedo hablar con ninguno, ni invocar a nadie, siempre puedo hablar con Dios. Si ya no hay nadie que pueda ayudarme (…) Él puede ayudarme. Además, el Salvador hace una aplicación concreta de ese espíritu de fe: la oración lo alcanza todo.

## Otras interpretaciones

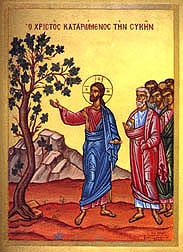
Icono bizantino, Jesús maldice una higuera.

La exégesis cristiana tradicional con respecto a estos relatos incluye la afirmación de la Divinidad de Jesús por demostrar su autoridad sobre la naturaleza. El pensamiento tradicional de la Reforma Protestante establece que este acontecimiento era una señal dada por Jesús del fin de la exclusividad de la alianza entre Dios y los judíos– ver también Supercesionismo. Según esta interpretación, el árbol es una metáfora de la nación judía; es decir, tiene la apariencia externa de grandeza divina (las hojas), pero no produce ninguna cosa para gloria de Dios (la carencia de fruta). El ministro inconformista Matthew Henry, por ejemplo, comentó:
La higuera que no tenía ninguna fruta, pronto perdió sus hojas. Esto representa el estado de la nación y del pueblo judío en particular. Nuestro Señor Jesús no encontró en ellos nada excepto hojas.
Esta interpretación se relaciona con la parábola de la higuera sin fruto.
F. F. Bruce declara que las higueras producen  "brevas" antes de temporada si van a dar fruto en la misma temporada . Puesto que esto no lo hizo, era una señal de que no produciría ninguna fruta tampoco ese año. El profesor de teología Craig Keener usó estos episodios como argumento de una datación temprana para el Evangelio de Mateo, diciendo que sólo alguien con un conocimiento cercano al Monte de los Olivos hubiera sabido que a sus higueras le brotaron las hojas alrededor de la Pascua.

## Paralelismo con otros textos
En el Evangelio de Lucas, se cuenta una historia similar como una de parábola conocida como la Parábola de la higuera sin fruto, que tiene un redacción similar a Marcos y Mateo.
Una historia muy diferente aparece en el Evangelio de la infancia de Tomás, pero tiene una cita semejante de Jesús:
… observa, ahora también tú te quedarás marchito como un árbol, y no producirás hojas, ni raíz, ni fruto (III:2).